# Liège-Bastogne-Liège 2011
Liège-Bastogne-Liège 2011 blev arrangeret 24. april 2011, og var den 97. udgave af cykelløbet Liège-Bastogne-Liège.
Udover de 18 ProTeams var Topsport Vlaanderen-Mercator, Landbouwkrediet, Verandas Willems-Accent, Cofidis, Saur-Sojasun, FDJ og Skil-Shimano inviteret.

## Resultater
| Nr. | Navn                 | Hold                   | Tid     |
| --- | -------------------- | ---------------------- | ------- |
| 1   | Philippe Gilbert     | Omega Pharma-Lotto     | 6:13.18 |
| 2   | Fränk Schleck        | Leopard Trek           | + 0     |
| 3   | Andy Schleck         | Leopard Trek           | + 0     |
| 4   | Roman Kreuziger      | Astana                 | + 24    |
| 5   | Rigoberto Urán       | Team Sky               | + 24    |
| 6   | Chris Anker Sørensen | Team Saxo Bank-SunGard | + 24    |
| 7   | Greg Van Avermaet    | BMC Racing Team        | + 27    |
| 8   | Vincenzo Nibali      | Liquigas-Cannondale    | + 29    |
| 9   | Björn Leukemans      | Vacansoleil-DCM        | + 39    |
| 10  | Samuel Sánchez       | Euskaltel-Euskadi      | + 39    |